# توران‌دخت (گوتزی)
توراندخت (به ایتالیایی: Turandot) نمایش کمدیادلارته‌ای از کارلو گوتزی است که در سال ۱۷۶۲ به نگارش درآمده است. این نمایش به تقلید از داستانی ایرانی است از مجموعهٔ هزار و یک شب که شرق‌شناس فرانسوی فرانسوا پتی دلا کروا جمع‌آوری کرده است. این نمایش مواد مورد نیاز طرح اپرای توراندخت اثر پوچینی (۱۹۲۶) را فراهم آورد. همچنین اپرایی که پیش از آن توسط فروچیو بوزونی فراهم آمده بود (۱۹۱۷). که البته این اقتباس (توراندخت، شاهزاده‌ای از چین) را فریدریش شیلر در سال ۱۸۰۱ تهیه کرده بود که در ابتدا مورد توجه پوچینی قرار گرفت.
اقتباس دیگری از این داستان را کارل ولمولر تهیه کرده است. برتولت برشت نمایش‌نامه‌نویس معاصر آلمانی نیز اقتباسی از این داستان به دست داده است که آن هم با نام توراندخت شناخته می‌شود (۱۹۵۳).

## طرح

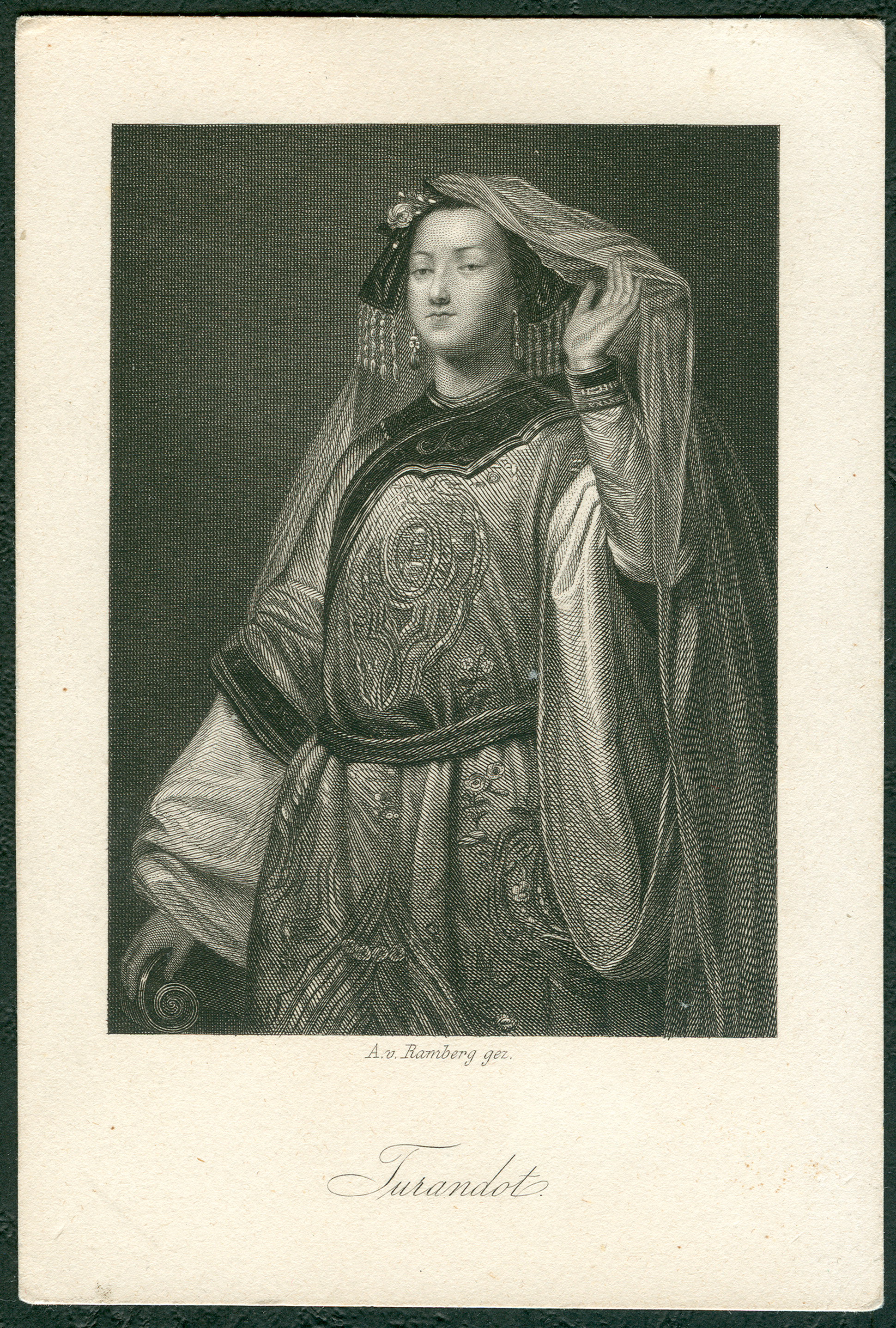
توراندخت، حکاکی حوالی ۱۸۵۹.

داستان در چین باستان رخ می‌دهد و در مورد شاهزاده کالاف است که عاشق شاهزاده توراندخت می‌شود. وی برای گرفتن پاسخ مثبت از شاهزاده برای ازدواج، باید سه معما را حل کند و هر پاسخ نادرستی به مرگ وی می‌انجامد. وی سه معما را حل می‌کند اما توراندخت همچنان برای ازدواج مردد است. شاهزاده کالاف برای خروج از بن‌بست، مرگ را می‌پذیرد در صورتی که توراندخت بتواند نام واقعی‌اش را حدس بزند.

## مقایسه اقتباس‌های گوتزی و شیلر
نمایش گوتزی لحن طعنه‌آمیزی دارد اما شیلر این نمایش را به حماسه‌ای نمادین با نگرشی اخلاقی آرمانی مبدل کرده است. گوتزی با این‌همه، از هردو زمینهٔ درام و کمدی بهره گرفته است؛ به شکلی که این دو عنصر در کنار هم و به صورت مستقل پیش می‌روند. در حالی که شیلر، این دو را با هم درمی‌آمیزد و هرکدام نتیجهٔ دیگری می‌شوند. این تعامل عناصر دراماتیک و کمیکال، وابستگی متقابل آن‌ها و این واقعیت که آن‌ها به طور مساوی همسان شده‌اند، به اصل رمانتیک جهان‌گرایی تجسم می‌بخشد.
شخصیت اصلی کار گوتزی، شاهزاده توراندخت، بداخلاق و ظالم به نظر می‌رسد در حالی که توراندخت شیلر، شخصی است که مصمم است نگرش اخلاقی و معنوی‌اش را پیگیری کند. همین‌طور شاهزاده کالاف که در کار گوتزی، چونان روحی گمشده و فردی هوس‌باز است، در کار شیلر مبدل می‌شود به عاشقی که برای عشق واقعی و عمیق خود به توراندخت، جانبازی می‌کند.
شخصیت‌های کلاسیک کمدیا دلارته‌ای نمایش، به خصوص پانتالونه و بریگلا، که در نسخهٔ گوتزی محاوره‌ای صحبت می‌کنند، در کار شیلر، طبیعت ساده‌دلانه‌شان را از دست می‌دهند و رسمی صحبت می‌کنند و با این کار به فضای اخلاقی اقتباس شیلر یاری می‌رسانند.